# Голема тумба (Трън)
 Вижте пояснителната страница за други значения на Тумба.
Голема тумба, известна като Трън тумба (на македонска литературна норма: Голема Тумба, Трн Тумба), е важен археологически обект, селище от Новокаменната епоха (Неолита), край битолското село Трън, Северна Македония.

## Местоположение
Намира се на около 800 m североизточно от селото в блока на Земеделска кооперация „Пелагония“, непосредствено до Мала тумба.

## Характеристики
Тумбата има правилна кръгла основа с диаметър около 200 m и височина до 5 m. През 1973 година Битолският музей извършва защитни археологически разкопки, по време на които е открито многопластово селище с богат археологически материал. Находките се съхраняват в Института и музей в Битоля.